# Parres
Parres es un concejo del Principado de Asturias en España. Limita por el norte con Caravia y Ribadesella, al este con Cangas de Onís, al oeste con Piloña y Colunga y por el sur con Amieva y Ponga. Su capital es la villa de Arriondas, que concentra alrededor del 50% de la población de Parres (sobre 3000 habitantes), de un total de 5804 habitantes (INE, 2010).
Desde 2006, junto con los municipios de Caravia y Piloña forma la Mancomunidad de la Comarca del Sueve.
La economía de Parres se puede dividir entre el medio rural, donde tiene importancia el sector primario, con una importante cabaña ganadera, y el medio urbano (Arriondas) que destaca en el sector servicios y en menor medida, en el industrial. En Arriondas se celebra el famoso Descenso Internacional del Sella, cada primer sábado de agosto (que no caiga en 1 o en 2).
La población de Parres ha tendido al crecimiento en los últimos años, gracias al auge comercial y de servicios de su capital (donde se encuentra el hospital Comarcal Francisco Grande Covián).
En el concejo de Parres se encuentran varios montes y sierras de renombre a nivel autonómico como son la Sierra del Sueve, que tiene como cumbre más alta el Picu Pienzu (1160 m s. n. m.) y que divide los concejos de Parres y Colunga, y más hacia el sur tenemos los montes de Cea y Cetin que sirven de división entre los concejos de Parres, Amieva, Ponga y Piloña y su cumbre más significativa es la Mota de Cetín (1134 m s. n. m.).

## Geografía
Integrado en la comarca de Oriente, su capital, Arriondas, se sitúa a 64 kilómetros de Oviedo. El término municipal está atravesado por la carretera nacional N-634, entre los pK 342 y 350, por la carretera nacional N-625, que se dirige a Cangas de Onís, por la carretera autonómica AS-260, que conecta con el municipio de Caravia, y por carreteras locales que permiten la comunicación dentro del concejo y con Ribadesella. 
Respecto a la red montañosa del concejo, se puede definir que es muy complicada por la variedad de cordilleras con las que cuenta. Por el norte aparecen una serie de sierras que hacen de límite con Colunga (Sierra del Sueve), Caravia y Ribadesella (Sierra del Fito). La sierra del Sueve tiene su punto más elevado en el pico Pienzu (1160 metros). Por el oeste, la sierra de la Frecha (703 metros) hace de límite con Piloña. Por el sur, la sierra de Fontecha (1056 metros) marca el límite con Ponga y la sierra de Faces (866 metros) con Amieva. Por el interior del municipio, sobre todo en la zona suroccidental, existen otras sierras que superan los 800 metros de altitud. 
La altitud oscila entre los 1160 metros en la sierra del Sueve y los 20 metros a orillas del Sella. Arriondas se alza a 85 metros sobre el nivel del mar. 
| Noroeste: Colunga | Norte: Caravia      | Noreste: Ribadesella |
| Oeste: Piloña     |                     | Este: Cangas de Onís |
| Suroeste: Piloña  | Sur: Ponga y Amieva | Sureste: Amieva      |

### Hidrografía
La red hidrográfica también es importante, teniendo el concejo dos grandes ríos como son el Piloña, que divide casi por la mitad el concejo, transcurriendo de oeste a este e inclinado al este; y el Sella, río más caudaloso de la zona, que reparte sus aguas entre Cangas de Onís y Parres y que desemboca al mar Cantábrico en la vecina Ribadesella. Es por otra parte elemento limítrofe por el oriente del concejo. 

### Clima
El clima es suave y húmedo, pero presenta una gran variedad de microclimas debido sobre todo a la orientación de los valles y la configuración del terreno.

## Flora y fauna
La vegetación del concejo también es variada destacando matorrales en la alta montaña, así como pinos, hayas, eucaliptos, castaños y avellanos. La masa boscosa más extensa es el Bosque de Cea y Cetín.
La fauna principal está representada sobre todo en la trucha y el salmón en su red hidrográfica, y por los asturcones en las montañas, caballo este autóctono que cada vez está en mayor regresión. Las aves más vistas son las urracas y los cuervos.

## Historia

### Prehistoria y Edad Antigua
Gracias a los yacimientos arqueológicos más antiguos que se encuentran en el concejo, podemos decir que estos son de la época paleolítica inferior y media. Dentro de estos descubrimientos nombraremos a los hallazgos de La Riega, Rubiones, La Vega y Bada. Del Paleolítico superior son los descubrimientos solutrenses de Vega Benay, y sobre todo los aparecidos en la cueva de El Taragañu, en las proximidades de Arobes. En dicha cueva son de gran valor los instrumentos líticos y óseos encontrados. De la época neolítica y de la Edad del Bronce también hay hallazgos en Fresnidiello, las cuevas de El Greyu y la Peruyal.
Siempre se tuvo la idea que el Sella era la división que separaba a los pueblos Cántabro y Astur, pero esto quedó en duda al aparecer unas lápidas en Fuentes y Santo Tomás de Collía que pertenecían al pueblo Orgenomesco, que era una etnia del Cántabro.

### Edades Media y Edad Moderna
De la época medieval hay que destacar los recintos fortificados de La Forcada y Mancobio, aunque estudios recientes señalan que tales recintos no pertenecen a dicha época, y los incluyen en tiempos posteriores.
En el siglo X Parres pertenecía a la provincia Premoriense y en los siglos XI y XII se cree estaba incluido en territorio de Aguilar (Llanes). El primer documento que se dispone es del año 926 relacionado con la irrupción de la iglesia en el concejo de Parres, gracias a la donación de Ramiro II de unas iglesias locales a La Iglesia de Oviedo.
En el año 1374, Parres figura dentro de los territorios del conde Alfonso Enríquez, hijo bastardo del rey Enrique II, y que tras las derrotas sufridas por él regresan de nuevo a poder de la corona. Durante la Baja Edad Media se produce un afianzamiento de poder de algunas familias nobles que, en colaboración con la iglesia, da lugar a los cotos señoriales de Fuentes, Las Arriondas y Llames de Parres. En 1559 Felipe II crea el cargo de regidor del concejo de Parres, que fue para la casa de Nevares. A finales del siglo XVII y durante el XVIII, este cargo fue comprado varias veces, dando lugar a varias luchas entre el concejo y quien ostentaban el poder en él, algunas con motivo del aprovechamiento del río Sella. Durante el siglo XVIII siguen los tres cotos señoriales, si bien el coto de Llames de Parres ya perdió parte de su poder, El de Fuentes estaba en poder del pueblo y el de Las Arriondas fue vendido por la casa de Nevares a un vecino de Siero.

### Edad Contemporánea

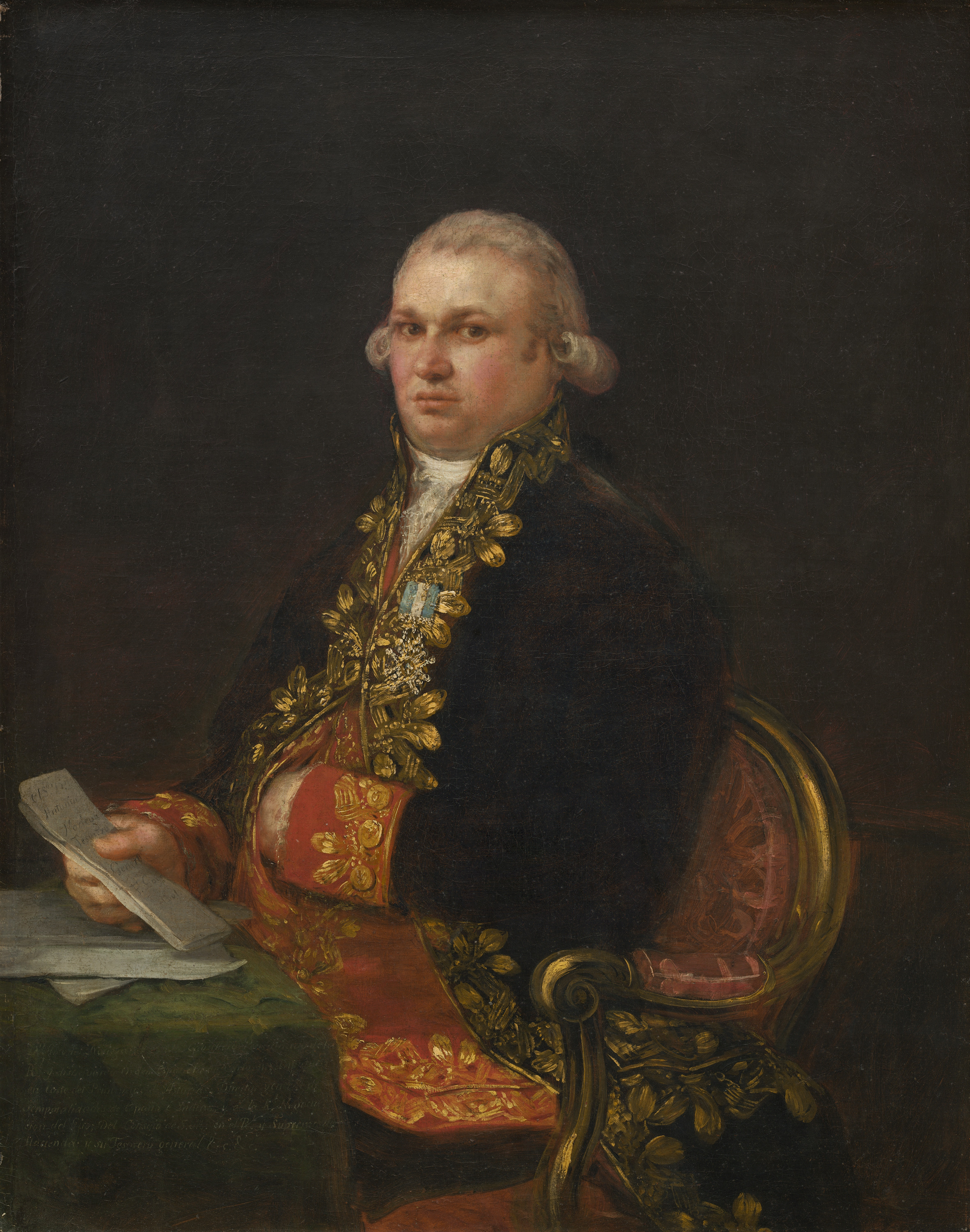
Antonio Noriega de Bada (Parres, 1769 - Madrid, 1808), por Goya. Tesorero General o Mayor del Reino. Fue diputado en Cortes por Asturias y recibió la cruz pensionada de Carlos III. Influyó para que la Real Fábrica Nacional de Hoja de Lata se instalase en Fontameña, Parres

La primera década del siglo XIX estuvo marcada por la guerra de la independencia siendo el hecho más destacable en el concejo, la destrucción de La Real Fábrica Nacional de hoja de lata en Fontameña, inaugurada cuatro años antes, y que fue la primera industria conocida en el concejo. Con motivos decorativos de la Guerra de la Independencia se conserva un hórreo en la localidad de Llerandi. En 1827 se produce un hito histórico en el concejo con la desaparición de los tres cotos, unificando administrativamente los concejos y trasladando la capital del concejo a Arriondas. La segunda mitad del siglo fue importante para la zona gracias sobre todo a las comunicaciones por carretera con Oviedo, Santander y Covadonga. La llegada del siglo XX trae la línea de ferrocarril a de Oviedo a Arriondas, concretamente en 1903, enlazando dos años más tarde con Llanes y completando definitivamente la línea Oviedo-Santander. Todo esto, unido con la llegada de los capitales indianos supone un enorme auge para todo el concejo.
Fue Parres concejo pionero en el disfrute turístico, siendo de destacar en 1930 el primer descenso del Sella, principal fiesta y acontecimiento del concejo. A partir de 1931 se entra en una época recesiva en el concejo que culmina, como en el resto del Estado, en la contienda civil, siendo Parres territorio republicano hasta la caída en octubre del 37 por las tropas navarras. A excepción de la capital, el concejo sufre un proceso emigratorio importante durante los 60 y 70. Arriondas, sin embargo, se ha convertido en centro neurálgico del oriente destacando sobre todo el Hospital del oriente de Asturias que cubre las necesidades del oriente astur.

## Demografía
Parres cuenta con una población de 5152 habitantes (INE 2024).
| Gráfica de evolución demográfica de Parres entre 1842 y 2021                                                        |
| |
| Población de derecho según los censos de población del INE Población de hecho según los censos de población del INE |

Como el resto de los concejos orientales, Parres también fue un concejo de emigración a América durante finales del siglo XIX y comienzos del XX. Ya a partir de la mitad de la centuria pasada los lugares de destino cambian, siendo las zonas centro de Europa, España y Asturias las que recogen el testigo de dichos movimientos.
La población está bastante envejecida y muy concentrada en la capital del concejo, Arriondas. Actualmente, está repartida en 17 parroquias siendo la más importante la de Cuadroveña que es la que acoge en su seno a la capital.

## Economía
Parres ha sido siempre un concejo cuya actividad primordial había sido la agricultura y la ganadería, donde predominaba el uso del minifundio en el campesinado. En buena parte del territorio, abundan las caserías tradicionales, autosuficientes, como es el caso de Valdeladuerna, un lugar caracterizado por la economía campesina, la arquitectura tradicional y la vinculación a la emigración.
Hoy en día esta actividad se da en pocos núcleos de población y va siendo cada vez menor su influencia en la economía local, representando a un 23,47% de la población ocupada, siendo la ganadería la actividad que concentra un mayor número de empleos. El ganado vacuno es el que más se trabaja, estando orientada su producción, generalmente, hacia el sector cárnico.
En lo referente a la industria y a la construcción, nunca ha sido Parres destacado en dicho sector, siendo de destacar la fábrica láctea que hay en la salida hacia Colunga, y la Real Fábrica Nacional de hoja de lata que estaba situada en Fontameña. Hoy en día el sector secundario sólo genera el 20,02% de los empleos locales, siendo la rama de la construcción la única que ha sufrido un aumento considerable, en consonancia con lo sucedido en toda la región Asturiana.
En lo que sí ha habido un cambio fundamental es en el sector terciario, en el que el concejo ha crecido muy notablemente, siendo hoy en día el centro administrativo y servicial de toda la comarca oriental de Asturias. Este desarrollo en este sector ha sido causa sobre todo a las buenas comunicaciones que dispone el concejo, tanto por carretera como por ferrocarril, que ha hecho que el concejo se desarrolle rápidamente. En la actualidad genera el 56,61% del empleo municipal.

## Administración y política

### Gobierno municipal
En el concejo de Parres, desde 1979, el único partido que ha gobernado ha sido el PSOE. El actual alcalde, desde el 13 de junio de 2015, es Emilio Manuel García Longo. Lo han precedido en el cargo José Marcos Gutiérrez Escandón, Manuel Millán García González (fallecido el 6 de junio de 2012),Manuel Alonso Nieda y Emilio Pando.
| Periodo   | Nombre                         | Partido | Partido                                    |
| --------- | ------------------------------ | ------- | ------------------------------------------ |
| 1971-1979 | Jesús González Llenín          |         | Alianza Popular (AP)                       |
| 1979-1983 | Emilio Pando Bustillo          |         | Federación Socialista Asturiana (FSA-PSOE) |
| 1983-1991 | Manuel Alonso Nieda            |         | Federación Socialista Asturiana (FSA-PSOE) |
| 1991-2010 | Manuel Millán García González  |         | Federación Socialista Asturiana (FSA-PSOE) |
| 2010-2015 | José Marcos Gutiérrez Escandón |         | Federación Socialista Asturiana (FSA-PSOE) |
| 2015-act. | Emilio Manuel García Longo     |         | Federación Socialista Asturiana (FSA-PSOE) |

| Partido político    | Partido político                                                                                | 1979   | 1983   | 1987   | 1991   | 1995   | 1999   | 2003   | 2007   | 2011   | 2015   | 2019   | 2023   |
| Partido político    | Partido político                                                                                | Ediles | Ediles | Ediles | Ediles | Ediles | Ediles | Ediles | Ediles | Ediles | Ediles | Ediles | Ediles |
|                     | Federación Socialista Asturiana (FSA-PSOE)                                                      | 6      | 7      | 8      | 8      | 7      | 6      | 7      | 5      | 7      | 5      | 6      | 6      |
|                     | Partido Popular (PP)                                                                            | —      | 4      | 3      | 3      | 4      | 1      | 5      | 5      | 2      | 3      | 2      | 3      |
|                     | Partido Comunista de España (PCE)-Izquierda Unida (IU)-Bloque por Asturies (BA)-Los Verdes (LV) | 0      | 0      | 0      | 2      | 2      | 2      | 1      | 3      | 0      | 2      | 1      | 2      |
|                     | Ciudadanos (CS)                                                                                 | —      | —      | —      | —      | —      | —      | —      | —      | —      | —      | 1      | 1      |
|                     | Foro Asturias (FAC)                                                                             | —      | —      | —      | —      | —      | —      | —      | —      | 3      | 3      | 3      | 1      |
|                     | Independientes                                                                                  | 1      | —      | —      | —      | —      | —      | —      | —      | —      | —      | —      | —      |
|                     | Unión Renovadora Asturiana (URAS)                                                               | —      | —      | —      | —      | —      | 4      | —      | —      | —      | —      | —      | —      |
|                     | Unión de Centro Democrático (UCD)-Centro Democrático y Social (CDS)                             | 6      | 2      | 2      | —      | —      | —      | —      | —      | —      | —      | —      | —      |
| Total de concejales | Total de concejales                                                                             | 13     | 13     | 13     | 13     | 13     | 13     | 13     | 13     | 13     | 13     | 13     | 13     |

### Organización territorial
El concejo de Parres se divide en 17 parroquias:
- Arriondas
- Castiello
- Cayarga
- Cofiño
- Collía
- Fíos
- Huera de Dego
- Llerandi
- Margolles
- Los Montes
- Nevares
- Pendás
- Parres
- Sorribas
- Viabaño
- Villanueva
- Bode

## Cultura

### Arte
Cuenta el concejo con una innumerable muestra artística, tanto religiosa como civil y popular. De este modo y dentro de las primeras tenemos:
La Iglesia de San Martín de Escoto en Llames de Parres, cuyo aspecto actual corresponde a la restauración llevada a cabo en 1985, coincidiendo con su declaración como Monumento Histórico Artístico. Presenta planta rectangular, con cubierta de madera a dos aguas, y una cabecera cuadrada cubierta con bóveda de crucería. Su origen se cree que sea prerrománico, aunque existen en ella elementos románicos, góticos y renacentistas. Algunas de las piezas románicas pertenecieron al antiguo monasterio de monjas benedictinas de San Martín de Soto de Dueñas, trasladadas de allí en el siglo XIV.
La iglesia de San Miguel de Cofiño, es de estilo popular. Y está estructurada en una nave de un único cuerpo rectangular, presbiterio, una capilla cuadrada en su parte norte y al sur, la sacristía y otra capilla. Mantiene restos de un anterior templo románico.
Iglesia de San Antonio de Nevares, antigua capilla del Palacio de los Estrada y Cordero de Nevares, construida en el siglo XVII. Consta de una sola nave, con cabecera cuadrada cubierta con bóveda de crucería. De gran valor es su portada principal en arco de medio punto con dovelas de buen tamaño y guardapolvo, conservando en su interior el escudo policromado de la familia
La iglesia de San Juan, en San Juan de Parres data de finales del XVII o principios del XVIII. Presenta una bonita torre del campanario, cuadrada, de tres pisos y cubierta a cuatro aguas, conservando en su interior unas buenas pinturas murales del siglo XVIII.
Otras iglesias destacadas del concejo son las San Pedro de Bode y Santa María Magdalena en Castiello.
Dentro de las numerosas capillas que nos deja Parres, destacaremos la de San Antonio, del siglo XVIII, y restaurada en 1985, se encuentra situada en la calle de San Antonio y que conserva un escudo de los Estrada y Cordero. También tiene su importancia la capilla de los Mártires en San Martín de Bada, del siglo XVI y estando situada en un bello paraje, donde se divisa todo el Sueve y los Picos de Europa. En Sobrepriedra tenemos la capilla de San Bartolomé, es de estilo románico cercano al gótico. Presenta una nave rectangular con cabecera cuadrada, cubierta por bóveda de crucería y una portada románica con doble arquivolta. Otras capillas interesantes son las de San Antonio en Villar, San Cosme, San Damián y San Nicolás en Sinariega, y la de Santa Catalina de Alejandría en Torañu.
Dentro de su arquitectura civil y popular tenemos el palacio de Nevares, cuya parte más antigua es la torre, que es del siglo XVI, destacando en una esquina y con tres pisos de altura. Posee una puerta en arco de medio punto con dovelas bien marcadas. El palacio presenta diversos elementos de los siglos XVIII y XIX, como la galería acristalada o el alero. Era la casa de Estrada y Cordero de Nevares, señorío de la zona en la Edad Moderna. La capilla del palacio es la actual iglesia parroquial de San Antonio de Nevares.
En La Prida encontramos el palacio de Robledo, que data del siglo XVI, y perteneció a la familia Maldonado, conservándose un escudo en la fachada. La construcción actual data de los siglos XVIII y XIX. Es un típico Palacio rural asturiano, con la vivienda ubicada en el piso superior y la planta baja destinada a las dependencias de labor. La fachada principal presenta una composición simétrica en los vanos y está flanqueada por una especie de pilastras que tienen en la parte superior unos lunetos, presentando en conjunto una estética clásica. En otras fachadas presenta elementos góticos.
En Bada tenemos La Casona, de estilo barroco, y la Pedrera, del siglo XVI. Ambas son buenos exponentes de las casas solariegas rurales que hay por la zona, con una planta rectangular, dos pisos y amplio zaguán, dependencias dedicadas unas a vivienda y otras a las que se da un uso relacionado con las labores agrícolas y ganaderas.
La Casa de Ángel Pando en Llames, presenta una puerta y una ventana del siglo XVI muy bien decoradas. Dentro de las obras modernas destacan varias relacionadas con las familias indianas como la casona Valle en la capital, de estilo montañés construida por la familia Valle entre los años 1920 y 1930. Presenta una estructura con planta rectangular, con una torre en esquina, porche con arcadas cuyo interior está alicatado en estilo neomudéjar, grandes aleros de madera, vanos moldurados y galerías acristaladas.
En Prestín encontramos las casas de Enrique y Ramón González, realizada por los arquitectos Manuel y Juan Manuel del Busto, y que se conoce por el apelativo popular de “Moros y Cristianos”, debido a sus elementos arquitectónicos. La villa Juanita y el edificio de la confitería de Campoamor de Arriondas, también presentan elementos contemporáneos de interés, teniendo un estilo art-decó la primera y una mezcla del montañés con elementos barrocos la segunda.
El concejo también presenta un interesante patrimonio etnográfico, destacando los alrededor de sesenta molinos dispersos por todo el concejo, como el de La Tayera. Están realizados con materiales de la zona como las piedras de caliza y arenisca y maderas de castaño, roble y aliso.

### Fiestas
La fiesta de Les Piragües o el popular Descenso Internacional del Sella, es sin lugar a duda el buque insignia de las festividades del Conejo. Fundada en 1930 por Dionisio de la Huerta. Hoy en día se celebrada el primer fin de semana de agosto, salvo circunstancias excepcionales como las olimpiadas. Y la Fiesta del Bollo de La Peruyal celebrada el último domingo de julio, es el gran evento popular sin distinción alguna, si "Les Piragues" son la fiesta de todos, como dicen "La fiesta de Asturias" "El Bollu" es la fiesta de los parragueses, la más querida por ellos, y quizás la más entrañable. En ella se dan los aspectos sin lugar a duda de la romería asturiana. Un gran desfile folclórico recorre el pueblo junto con las diversas carrozas que sus "parroquianos" elaboran semanas antes. El Bollu, es sin lugar a duda, la fiesta de Arriondas.
Otras fiestas destacables son:
- La Reina: fiestas de Avalle y Degu (1 y 2 de agosto)
- Virgen del Carmen también en Arriondas en julio
- Santa Rita en Arriondas (22 de mayo)
- Los Ramos en Llames y Castiello (4 de septiembre)
- San Miguel en Cofiño (29 de septiembre)
- San Pedro en Vega (29 de junio)
- Santiago en Huexes (25 de julio)
- La foguera de San Juan de Castañera (23 de junio)